# Изопарк (галерея)
Галерея «Изопарк» — детская художественная галерея, основанная в районе Коньково города Москвы в 2004 году.

## История и описание
Выставочная площадь московской галереи «Изопарк» составляет более 130 м². Она начала свою историю в 1980 году, когда художник театра Алексей Орловский организовал студии для детей. Галерея участвовала в фестивалях «Архстояние детское» (Никола-Ленивец, 2016), «ФИГУРИНА» (арт-центр «ЗИЛ», 2015), «Энциклопедия героев» (Мюнхен, 2010), «Москва встречает друзей» (2009) и «Истории обуви» (Пекин, Париж, Мюнхен, 2007); также принимала участие в фестивале уличного искусства «Яркие люди».
Основное помещение галереи «Изопарк» и детской творческой мастерской находится по адресу улица Островитянова, дом 19/22. Она является одним из постоянных партнеров Третьяковской галереи в проведении ежегодного фестиваля «Арт-Ёлка», сотрудничает с галереей Беляево; проводит временные выставки и мастер-классы.